# Seznam koroških vladarjev
Seznam koroških vladarjev zajema vse kneze, grofe in vojvode, ki so imeli vodilno oblast na Koroškem.

## Karantanija

### Kneževina Karantanija
Na ozemlju današnje Zvezne dežele Koroške in severne Slovenije se je v 7. stoletju izoblikovala slovanska kneževina Karantanija. Po prvem zabeleženem knezu Valuku skoraj 80 let ni znano ime nobenega kneza. 
| Slika                                      | Ime       | Vladavina                   | Opombe |
| ------------------------------------------ | --------- | --------------------------- | --- |
|                                            | Valuk     | ok. 631 - 662               | Prvi znani knez Alpskih Slovanov. Med njegovo vladavino je bila Karantanija del Samove plemenske zveze. |
| Borutovci                                  |           |                             | |
|                                            | Borut     | 740 - 750                   | Prvi krščanski knez Karantanije. Zaradi avarske nevarnosti okoli leta 740 sklene zaveznoštvo z Bavarci, s tem pa Karantanijo podredi Frankovski državi.                                                                    |
|                                            | Gorazd    | 750 - 751                   | Borutov sin. Po frankovski nadvladi je skupaj z bratrancem Hotimirjem poslan na Bavarsko, kjer prejme krščansko vzgojo. |
|                                            | Hotimir   | 752 - 769                   | Borutov nečak in Gorazdov bratranec. Na njegovo pobudo v Karantanijo prispe več misionarjev, med drugimi tudi Sv. Modest.                                                                                                  |
| Povezanost nadaljnih knezov ni znana       |           |                             | |
|                                            | Valtunk   | 772 - konec 8. stoletja     | Zaradi velikega protikrščanskega upora (769 - 772) je knežji prestol zasedel šele leta 772. Na Valtunku temelji knez Valjhun iz Prešerenovega dela Krst pri Savici, ki je v delu omenjen kot Kajtimarjev (Hotimirjev) sin. |
|                                            | Domislav  | konec 8. stoletja - ok. 802 | Blaženi, znan kot Domicijan Koroški. Ustanovil je samostan Millstatt. Bil naj bi sorodnik drugih knezov, zaradi česar je mogoče, da je bil član rodbine Borutovcev. Znano je, da je imel ženo Marijo ter nekaj sinov.      |
|                                            | Pribislav | ok. 800                     | |
|                                            | Semik     | začetek 9. stoletja         | |
|                                            | Stojmir   | začetek 9. stoletja         | Zadnji domači knez Karantanije. |
|                                            | Etgar     | ok. 820 - 828               | Prvi neslovanski vodja Karantanije ter zadnji karantanski knez. Odstavljen v korist Helmwinu. |
| Karantanija popolnoma izgubi samostojnost. |           |                             | |

### Grofija Karantanija
| Slika | Ime            | Vladavina                    | Opombe |
| ----- | -------------- | ---------------------------- | --- |
|       | Helmwin        | ok. 828                      | Prvi karantanski grof bavarskega rodu.                                                                          |
|       | Albgar         | 30. ali 40. leta 9. stoletja | |
|       | Pabo           | pred 844 - 860               | Tako kot Pribinova žena je izhajal iz družine Wilhelminov. Svoj položaj izgubi med Karlmanovim uporom.          |
|       | Gundakar       | 860 - 869                    | Mesto grofa mu je dal Karlman II. Slednjemu se leta 869 skupaj z Kocljem in Velikomoravsko upre in umre v boju. |
|       | Arnulf Koroški | ok. 870 - 876                | Arnulf območje Karantanije prejme po sporazumu med Karlmanom in očetom Ludvikom.                                |

## Koroška krajina
Na območju Karantanije in Panonije Arnulf Koroški ustanovi Regnum Carantanum, posebno gospostveno območje s središčem v Karantaniji, ki se obdrži do Arnulfovega nastopa na vzhodnofrankovski prestol leta 887.
| Slika | Ime            | Vladavina | Zakonec                           | Opombe                                                                        |
| ----- | -------------- | --------- | --------------------------------- | ----------------------------------------------------------------------------- |
|       | Arnulf Koroški | 876 - 887 | Ota Oda ZahodnofrankovskaVinburga | Ko leta 887 postane vladar Vzhodnofrankovske države oblikuje Koroško krajino. |

Koroška bolj ali manj preide pod nadzor Bavarske kot Koroška krajina. Grofu Bertholdu Bavarskih Luitpoldingov je leta 927 nemški kralj Henrik Ptičar podelil pravice nad Koroško.
| Slika        | Ime                 | Vladavina    | Zakonec                      | Opombe         |
| Liutpoldinci | Liutpoldinci        | Liutpoldinci | Liutpoldinci                 | Liutpoldinci   |
| ------------ | ------------------- | ------------ | ---------------------------- | -------------- |
|              | Bertold Bavarski    | 927 - 947    | neznano                      | Arnulfov brat. |
| Otoni        |                     |              |                              |                |
|              | Henrik I. Bavarski  | 947 - 955    | Judita                       |                |
|              | Henrik II. Bavarski | 955 - 976    | Gizela Burgundska (por. 972) | Sin Henrika I. |

## Vojvodina Koroška
| Slika | Grb          | Ime                     | Vladavina                            | Zakonec | Opombe |
| Liutpoldinci | Liutpoldinci | Liutpoldinci            | Liutpoldinci                         | Liutpoldinci | Liutpoldinci |
| --- | ------------ | ----------------------- | ------------------------------------ | --- | --- |
| |              | Henrik III. Bavarski    | 976 - 978                            | Hildegarda | Bertoldov sin. Cesar Oton II. Koroško loči od Bavarske kot samostojno vojvodino, ki jo, zaradi podpore v sporu z Henrikom II., podeli v fevd Henriku III. Bavarskemu, ki tako postane prvi koroški vojvoda.                                                    |
| Salijci |              |                         |                                      | | |
| |              | Oton I.                 | 978 - 985                            | Judita (por. ok. 1000) | Oton postane koroški vojvoda po tem, ko je Henrik III. izgnan zaradi nezvestobe do cesarja. |
| Liutpoldinci |              |                         |                                      | | |
| |              | Henrik III. Bavarski    | 985 - 989                            | Hildegarda | Ponovno po dogovoru med Otonom I. in njegovo materjo. |
| Otoni |              |                         |                                      | | |
| |              | Henrik II. Bavarski     | 989 - 995                            | Gizela Burgundska (por. 972) | |
| |              | Henrik II. Sveti        | 995 - 1002                           | Kunigunda Luksemburška (por. ok. 1000)                                                                                                | Sin Henrika II. Bavarskega, hkrati tudi sveti rimski cesar Leta 1002 Koroško preda Otonu I. |
| Salijci |              |                         |                                      | | |
| |              | Oton I.                 | 1002 - 1004                          | Judita (por. ok. 1000) | Ponovno po tem, ko mu cesar Henrik II. iz hvaležnosti odstopi Koroško. |
| |              | Konrad I.               | 1004 - 1011                          | Matilda Švabska (por. ok. 1002) | Sin Otona I. |
| Eppensteinci |              |                         |                                      | | |
| |              | Adalbero                | 1011 - 1035                          | Beatrice Švabska | |
| Salijci |              |                         |                                      | | |
| |              | Konrad II.              | 1035 - 1039                          | / | Sin Konrada I. |
| |              | Henrik III. Nemški      | 1039 - 1047                          | Gunhilda Danska (por. ok. 1037) Neža Akvitanska (por. ok. 1045)                                                                       | Pravnuk Otona I., hkrati tudi sveti rimski cesar. |
| Welfi |              |                         |                                      | | |
| |              | Welf                    | 1047 - 1055                          | / | Koroško mu podeli Henrik III. Nemški. |
| Ezzonidi |              |                         |                                      | | |
| |              | Konrad III.             | 1055 - 1061                          | Judita Češka | Koroško mu podeli Neža Akvitanska, žena Henrika III. Nemškega. |
| Zähringi |              |                         |                                      | | |
| |              | Bertold II.             | 1061 - 1077                          | Rihvara Salijska Beatriks Moussonska                                                                                                  | Poročen s hčerjo Konrada II. Leta 1077 odstavljen zaradi podpore nemškemu protikralju Rudolfu Rheinfeldškemu. |
| Eppensteinci |              |                         |                                      | | |
| |              | Leopold                 | 1077 - 1090                          | Dvakrat poročen | Adalberov vnuk. Vojvoda postane po odstavitvi Bertolda II. |
| |              | Henrik III.             | 1090 - 1122                          | Beatriks Dießenška (por. ok. 1075) Liutgard (por. po 1096) Sofija Babenberška (por. po 1103)                                          | Leopoldov mlajši brat. |
| Spanheimi |              |                         |                                      | | |
| |              | Henrik IV.              | 1122 - 1123                          | Gertruda | Koroško podedoval od svojega krstnega botra Henrika III., ki je umrl brez otrok. |
| |              | Engelbert II.           | 1123 - 1134                          | Uta Kraiburška | Sin Henrika IV. |
| |              | Ulrik I.                | 1134 - 1144                          | Judita Badenska | Sin Engelberta II. |
| |              | Henrik V.               | 1144 - 1161                          | Elizabeta Štajerska | Sin Ulrika I. |
| |              | Herman                  | 1161 - 1181                          | Neža Babenberška (por. ok. 1173) | Brat Henrika V. |
| |              | Ulrik II.               | 1181 - 1201                          | / | Hermanov sin. |
| |              | Bernard                 | 1201 - 1256                          | Judita Češka (por. 1213) | Brat Ulrika II. |
| |              | Ulrik III.              | 1248 - 1269                          | Neža Meranska (por. 1215, † 1263) Neža Badenska (por. 1250, † 1295)                                                                   | Prapravnuk Engelberta III., hkrati tudi mejni grof Kranjske. |
| Přemyslidi |              |                         |                                      | | |
| |              | Otokar II. Přemysl      | 1269 - 1276                          | Margareta Avstrijska (por. 1252, raz. pred 1261) Kunigunda Slavonska (por. 1261)                                                      | Hkrati tudi češki kralj, vojvoda Avstrije in Štajerske ter mejni grof Kranjske. |
| Habsburžani |              |                         |                                      | | |
| |              | Rudolf I.               | 1276 - 1286                          | Gertruda Hohenberška (por. 1251, † 1281) Izabela Burgundska (por. 1284)                                                               | Hkrati tudi nemški kralj, prvi habsburški vladar Kranjske. |
| Majnhardovci |              |                         |                                      | | |
| |              | Majnhard IV. Goriški    | 1286 - 1295                          | Elizabeta Bavarska (por. 1258, † 1273)                                                                                                | Hkrati tudi kranjski mejni grof ter goriški in tirolski grof. |
| |              | Oto III.                | 1295 - 1310                          | Evfemija Legniška (por. 1297) | Majnhardov sin, hkrati tudi kranjski mejni grof in tirolski grof. Sovladal je z bratoma Henrikom in Ludvikom. |
| |              | Henrik                  | 1295 - 1335                          | Ana Češka (por. 1306, † 1313) Adelajda Brunswiška (por. 1313, † 1324) Beatrice Savojska (por. 1327, † 1331)                           | Brat Ota III., hkrati tudi kranjski mejni grof, češki kralj ter tirolski in savinjski vojvoda. Sovladal je z bratoma Otom III. in Ludvikom. |
| |              | Ludvik Goriško-Tirolski | 1295 - 1305                          | / | Henrikov brat, hkrati tudi kranjski mejni grof, češki kralj ter tirolski in savinjski vojvoda. Sovladal je z bratoma Otom III. in Henrikom. Umrl brez potomcev.                                                                                                |
| Habsburžani |              |                         |                                      | | |
| |              | Albreht II. Avstrijski  | 1364 - 1365                          | Johana Pfirt (por. 1324) | Vnuk Rudolfa I., hkrati tudi avstrijski in štajerski vojvoda ter kranjski mejni grof. Sovladal je z bratom Otom. |
| |              | Oto IV. Avstrijski      | 1364 - 1365                          | Elizabeta Bavarska (por. 1325) | Brat Albrehta II., hkrati tud avstrijski in štajerski vojvoda ter kranjski mejni grof. Sovladal je z bratom Albrehtom II. |
| |              | Rudolf IV. Ustanovitelj | 1364 - 1365                          | Katarina Češka (por. 1357) | Sin Albrehta II., hkrati tudi avstrijski, štajerski in koroški vojvoda ter tirolski grof. |
| |              | Albreht III.            | 1365 - 1379                          | Elizabeta Češka (por. 1366, † 1373) Beatrice Nuremberška (por. 1375)                                                                  | Brat Rudolfa IV., hkrati tudi avstrijski, štajerski in kranjski vojvoda ter tirolski grof. Sovladal je z bratom Leopoldom III. |
| |              | Leopold III.            | 1365 - 1386                          | Viridis Visconti (por. 1365) | Začetnik leopoldinske veje Habsburžanov, brat Albrehta III., hkrati tudi avstrijski, štajerski in kranjski vojvoda ter tirolski grof. Sovladal je z bratom Albrehtom III.                                                                                      |
| |              | Viljem                  | 1386 - 15. julij 1406                | Jadwiga Poljska (por. 1385, loč. 1385) (?) Ivana II. Neapeljska (por. 1401)                                                           | Sin Leopolda III., prvi vladar z nazivom vladarjanotranjeavstrijskih dežel, hkrati tudi avstrijski vojvoda in tirolski grof. |
| |              | Ernest Železni          | 15. julij 1406 - 10. junij 1424      | Margareta Pomeranska (por. 1392, † 1407 ali 1410) Cimburga Masovijska (por. 1412)                                                     | Viljemov brat, kot vladar Notranje Avstrije tudi kranjski in štajerski vojvoda. Bil je zadnji koroški vojvoda ustoličen na knežjem kamnu. |
| |              | Friderik III.           | 10. junij 1424 - 19. avgust 1493     | Eleanora Portugalska (por. 1452, † 1467)                                                                                              | Ernestov sin, sveti rimski cesar, kot vladar Notranje Avstrije tudi kranjski in štajerski vojvoda. Do leta 1463 je sovladal z bratom Albertom VI. |
| |              | Albert VI.              | 19. avgust 1493 - 2. december 1463   | Mehthilda Palatinska (por. 1452) | Brat Friderika III. Do svoje smrti leta 1463 je sovladal z bratom Albertom VI. |
| |              | Maksimilijan I.         | 19. avgust 1493 - 12. januar 1512    | Marija Burgundska (por. 1477, † 1482) Ana Bretanska (por. 1490, raz.1492) Bianka Marija Sforza (por. 1494, † 1510)                    | Edini preživeli sin Friderika III., sveti rimski cesar, avstrijski nadvojvoda. |
| |              | Karel V.                | 12. januar 1512 - 21. april 1521     | Izabela Portugalska (por. 1526, † 1539)                                                                                               | Maksimilijanov vnuk, sveti rimski cesar, avstrijski nadvojvoda in hkrati tudi španski kralj. |
| |              | Ferdinand I.            | 21. april 1521 - 25. julij 1564      | Ana Jagelo Ogrska (por. 1521, † 1547)                                                                                                 | Brat Karla V., sveti rimski cesar, avstrijski nadvojvoda in hkrati kralj Češke, Hrvaške in Ogrske. |
| |              | Karel II.               | 25. julij 1564 - 10. julij 1590      | Marija Ana Bavarska (por. 1571) | Ferdinandov sin, nadvojvoda Notranje Avstrije. |
| |              | Ferdinand II.           | 10. julij 1590 - 15. februar 1637    | Eleonora Gonzaga (por. 1622) | Sin Karla II., sveti rimski cesar in hkrati tudi češki kralj ter avstrijski nadvojvoda. Leta 1619 podeduje posestva vseh habsburških vej. |
| |              | Ferdinand III.          | 15. februar 1637 - 2. april 1657     | Marija Ana Španska (por. 1631, † 1646) Marija Leopoldina Avstrijska (por. 1648, † 1649) Eleonora Gonzaga (por. 1651)                  | Sin Ferdinanda II. |
| |              | Leopold I.              | 2. april 1657 - 5. maj 1705          | Marija Terezija Španska (por. 1666, † 1673) Klavdija Felicija Avstrijska (por. 1673, † 1676) Eleonora Magdalena Neuburška (por. 1676) | Sin Ferdinanda III. |
| |              | Jožef I.                | 5. maj 1705 - 17. april 1711         | Vilhelmina Amalija Brunswiška (por. 1696)                                                                                             | Sin Leopolda I. |
| |              | Karel VI.               | 17. april 1711 - 20. oktober 1740    | Elizabeta Kristina Brunswiška (por. 1708)                                                                                             | Brat Jožefa I. |
| |              | Marija Terezija         | 20. oktober 1740 - 29. november 1780 | Franc I., svetorimski cesar (por. 1736, † 1765)                                                                                       | Hči Karla VI. Njen zakon s Francem I. pomeni začetek Habsburško-Lotarinške rodbine. Med svojo vladavino je uveljavila mnogo reform na področju šolstva in tlačanstva. Od leta 1765 naprej je sovladala s sinom Jožefom II.                                     |
| S poroko Marije Terezije Habsburške in Franca I. Štefana Lotarinškega se vzpostavi rodbina Habsburško-Lotarinških |              |                         |                                      | | |
| |              | Jožef II.               | 1765 - 20. februar 1790              | Izabela Burbonsko-Parmska (por. 1760, † 1763) Marija Jožefa Bavarska (por. 1765, † 1766)                                              | Sin Marije Terezije. Na oblast je prišel kot njen sovladar in je nadaljeval njene reforme. |
| |              | Leopold II.             | 30. september 1790 - 1. marec 1792   | Marija Luiza Španska (por. 1765) | Sin Marije Terezije in brat Jožefa II. |
| |              | Franc I.                | 1. marec 1792 - 2. marec 1835        | Marija Terezija Siciljska († 1807) Marija Ludovika Modenska (por. 1808, † 1816) Karolina Avgusta Bavarska (por. 1816)                 | Sin Leopolda II., zadnji svetorimski in prvi avstrijski cesar. V času njegove vladavine je bila Koroška med leti 1809 in 1813 del Ilirskih provinc, posebne enote Francoskega cesarstva, zatem pa še del Ilirskega kraljestva v okviru Avstrijskega cesarstva. |
| |              | Franc I.                | 1. marec 1792 - 2. marec 1835        | Marija Terezija Siciljska († 1807) Marija Ludovika Modenska (por. 1808, † 1816) Karolina Avgusta Bavarska (por. 1816)                 | Sin Leopolda II., zadnji svetorimski in prvi avstrijski cesar. V času njegove vladavine je bila Koroška med leti 1809 in 1813 del Ilirskih provinc, posebne enote Francoskega cesarstva, zatem pa še del Ilirskega kraljestva v okviru Avstrijskega cesarstva. |
| |              | Ferdinand I.            | 2. marec 1835 - 2. december 1848     | Marija Ana Sardinska (por. 1831) | Sin Franca I., zaradi duševne zaostalosti med revolucijami leta 1848 odstopi v korist svojemu nečaku Francu Jožefu. |
| |              | Franc Jožef             | 2. december 1848 - 21. november 1916 | Elizabeta Bavarska (por. 1854, † 1898)                                                                                                | Nečak Ferdinanda I., najdlje vladajoči kranjski vojvoda. Leta 1849 razpusti Ilirsko kraljestvo. |
| |              | Karel I.                | 21. november 1916 - november 1918    | Cita Burbonsko-Parmska (por. 1911) | Pranečak Franca Jožefa, zadnji kranjski vojvoda. |

## Pretendenti
Trenutni pretendent naziva koroškega vojvode je Karl von Habsburg, sin Otta von Habsburga in vnuk zadnjega koroškega vojvode Karla I. Njegov uradni priimek je Habsburg-Lothringen vendar je običajno nazvan kot von Habsburg. Njegov naslednik je Ferdinand Zvonimir von Habsburg.
| Slika | Grb | Ime               | Na položaju                   | Zakonec                                                                                           | Opombe |
| ----- | --- | ----------------- | ----------------------------- | ------------------------------------------------------------------------------------------------- | --- |
|       |     | Karel I.          | november 1918 - 1. april 1922 | Cita Burbonsko-Parmska (por. 1911)                                                                | Do svoje smrti leta 1922 je izvedel nekaj poskusov obnovitve monarhije. Leta 2004 ga je papež Janez Pavel II. razglasil za blaženega, njegova žena Cita pa ima od leta 2009 naziv Božje služabnice. |
|       |     | Otto von Habsburg | 1. april 1922 - 4. julij 2011 | Regina von Habsburg (por. 1951)                                                                   | Sin Karla I. Zaradi antinacističnih načel in želje po preprečitvi anschlussa je bil v Nacistični Nemčiji razglašen za sovražnika. Med procesom slovenske osamosvojitve je samostojnost Slovenije odločno zagovarjal in mlado državo med desetdnevno vojno tudi obiskal. Med leti 1973 in 2004 je bil predsednik Panevropske unije. |
|       |     | Karl von Habsburg | 4. julij 2011 - danes         | Francesca Thyssen-Bornemisza (por. 1993, loč. 2017) Christian Nicolau de Almeida Reid (por. 2022) | Ottov sin, nekdanji poslanec Evropskega parlamenta. |